# Acidente ferroviário de Mataró de 2012
O Acidente ferroviário de Mataró de 2012 ocorreu em 9 de fevereiro na Estação de Mataró, que pertence à linha de Cercanías Barcelona, na Espanha. O acidente foi resultado do choque de um trem da Renfe com um Para-choque de via, que estava localizado na Via 4. A investigação da Comissão de Investigação de Acidentes Ferroviários da Catalunha apontou erro humano como o principal fator do acidente, uma vez que o condutor do trem não tinha tomado a devida atenção. Um total de 11 pessoas se feriram.

## Descrição de eventos
Em 9 de fevereiro de 2012, às 9 horas e 43 minutos, o trem de passageiros 28 867, que partiu da estação de Molins de Rey e utilizava as linhas trinta (R30) e 43 (R43) através do controle de unidades múltiplas da série 447 da Renfe, transportando 50 passageiros, colidiu com um para-choque de via da Via 4. Depois do choque, o carro frontal caiu sobre o para-choque, o que resultou no descarrilamento da composição. O segundo carro descarrilou no primeiro bogie. O motorista ficou preso na cabine e os bombeiros levaram quarenta minutos para resgatá-lo.
Depois de receber as notícias sobre o incidente, a "Direção Geral de Proteção Civil de Geralidade" da Catalunha ativou o alerta de emergência para transportes ferroviários. Sete unidades do Corpo de Bombeiros da Catalunha e cinco do Sistema de Emergência Médica (SEM), juntamente com as unidades da Polícia da Catalunha e da Polícia Local de Mataró, foram deslocadas para o local do acidente.

### Vítimas
O número de feridos foi especulado pelos meios de comunicação e a defesa civil em 10 pessoas. A última investigação do acidente fez crescer o número para onze feridos. As vítimas, detalhadas a seguir, foram levadas para diferentes hospitais da Catalunha e todas, exceto o motorista, tiveram alta no mesmo dia.
- Um ferido gravemente, o condutor do trem envolvido no acidente, e sete viajantes com ferimentos mais leves foram transferidos para o Hospital de Mataró.
- Três viajantes com ferimentos leves foram transferidos para o Hospital Can Ruti para exames médicos.

### Influências no serviço ferroviário
Depois do acidente, o tráfego ferroviário foi afetado. A via 4 da estação de Mataró foi interceptada até às 5 horas do dia seguinte. Um trem que deixou Mataró por volta de 22 horas e 3 minutos só chegou ao seu destino, Molins de Rey, às 11 horas e 12 minutos. A composição descarrilhada foi removida na noite da data do acidente por dois guindastes pesados e transferida para Barcelona.

## Investigação

### Sucessão de eventos
| Sinal                | Indicação | Hora     | Velocidade | Observações | Ref.  |
| -------------------- | --------- | -------- | ---------- | --- | ----- |
| 255                  |           | 09:40:32 | 88 km/h    | Sinal avançado da Estação de Mataró. | [ 1 ] |
| E1                   |           | 09:41:05 | 66 km/h    | Sinal de entrada da Estação de Mataró. velocidade do trem passando pelo sinal de farol E1: 76 km/h                                      | [ 1 ] |
| S1/4A                |           | 09:43:00 | 34 km/h    | A velocidade do trem da velocidade passa por desvios através de números de 1-3 e 5-7 a 45 km/h, passando pelos desvios de 11 a 40 km/h. | [ 1 ] |
| Para-choque da via 4 |           | 09:43:41 | 23 km/h    | O trem viaja duzentos e noventa metros da última aplicação no freio pelo maquinista.                                                    | [ 1 ] |

### Declaração do maquinista

Sinal luminoso "aviso para entrada." O maquinista não estava em conformidade com a ordem do sinal, causando a colisão do trem contra o para-choque de via.

Eu não notei qualquer anormalidade no freio ou no rádio. Não lembro da velocidade em que circulei no momento do acidente ou se o trem estava viajando com a velocidade programada. Estava completamente sozinho na cabine e não usei nenhum telefone móvel e as condições meteorológicas eram boas. O sinal estava avançado que se encontrava em aviso de cautela e de entrada baixa (S1/4A) no anúncio de paragem. Reconheço o anúncio de paragem (último sinal antes de estacionar) (S1/4A), e, em seguida, tomei um pouco do meu tempo para guardar um livro que estava no chão em uma mochila, não me recordo mais. Em 2007 tive casos de perdas de consciências.— Declaração do Maquinista envolvido no acidente ocorrido em Mataró em 9 de fevereiro de 2012. Relatório Final da CIAF.

### Danos materiais
- Equipamento: ocorreu danos na parte frontal da unidade. A estrutura foi completamente deformada e precisou ser reconstruída, incluindo a substituição da chapa metálica, interior, cabine, primeiro bogie, instalações e fiação em geral. Os danos foram quantificados em 797 196 euros.[1]

- Infraestrutura: ocorreu danos no para-choque de via e no poste da catenária, inclusive nos dispositivos de compensação instalados no local.[1]

### Causa do acidente
A investigação da Comisión de Investigación de Accidentes Ferroviarios (CIAF) determinou que a causa do acidente foi uma falha humana por parte do maquinista, que não cumpriu dois artigos do Regulamento Geral de Circulação (RGC):
- Artigo 211: aviso de cautela. Obriga ao motorista a não ultrapassar 30 km/h. O maquinista não olhou para o retorno do sinal de alerta.[1][9]

- Artigo 213: anúncio de parada. Obriga ao maquinista a efetuar uma série de manobras para que o equipamento tenha condições de parar no sinal seguinte.[10] O maquinista não teve condições de parar antes da final da via, por isso houve o impacto com o para-choque. Além disso, ultrapassou a velocidade de 30 km/h.[1]

## Reações posteriores
A Renfe abriu uma investigação com o objetivo de averiguar se o trem envolvido cumpria com o protocolo de segurança estabelecido pela operadora. O diretor da Rodalies de Catalunya, Miguel Ángel Remacha, visitou a estação quando ficou sabendo do acidente, e fez a seguinte declaração sobre as possíveis causas:
O trem estava na velocidade correta momentos antes de colidir, mas teremos que verificar os dados da velocidade e da frenagem para determinar as causas exatas.— Miguel Ángel Remacha em declaração a TV3. La Vanguardia
Joan Mora, prefeito de Mataró, também se dirigiu para o local do acidente, onde informou que os usuários locais estavam perdendo a paciência. Ele também fez referências a dois acidentes ocorridos alguns dias atrás e fez duras críticas à gestão da entidade "Administrador de Infraestructuras Ferroviarias" (ADIF) e a Renfe Operadora:
Não pode ser que você tem que entrar no trem pensando no que vai acontecer desta vez. Temos paciência. Estamos diante de um problema estrutural.— Joan Mora, El País

Nesse mesmo dia, a ministra do desenvolvimento Ana Pastor, lamentou o acidente e disse o seguinte durante o seu discurso no Congresso dos Deputados:
O governo tomou as decisões adequadas e começou a operar a comissão de investigação do acidente. Espero que as vítimas se recuperem e que nós faremos o possível para que acidentes como este não ocorram novamente.— Ana Pastor. La Vanguardia

A ministra também anunciou que seu ministério estava estudando novas maneiras de estabelecer uma relação contratual mais eficiente entre os titulares de serviços ferroviários de passageiros e do operador que presta os serviços, declarando:
O objetivo é garantir padrões de segurança, qualidade, acessibilidade e multa dependendo do nível de inadimplência.— Ana Pastor. El Periódico de Catalunya